# Schwarzrückenducker
Der Schwarzrückenducker (Cephalophus dorsalis) ist ein Paarhufer in der Gattungsgruppe der Ducker innerhalb der Familie der Hornträger. Er kommt in den Wäldern Westafrikas von Guinea-Bissau bis Togo vor.

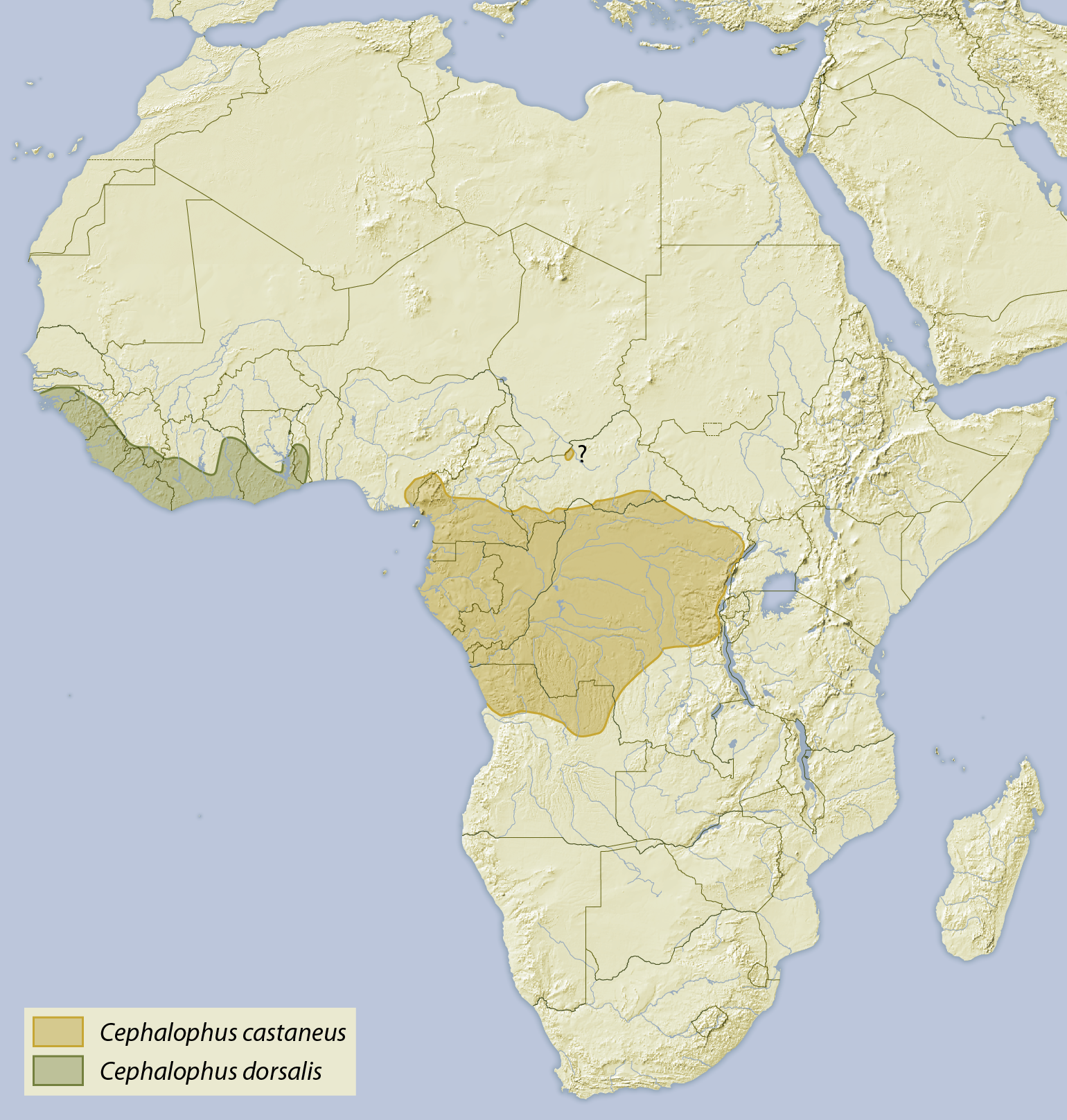
Die Verbreitungsgebiete von Cephalophus dorsalis und C. castaneus

## Merkmale
Der Schwarzrückenducker besitzt einen relativ stämmigen Körper und erreicht eine Kopf-Rumpf-Länge von 76 bis 85 Zentimeter, eine Schulterhöhe von 45 bis 50 Zentimeter und ein Gewicht von 17,9 bis 23,4 kg. Der Schwanz ist 8,1 bis 11,6 Zentimeter lang. Weibchen werden etwas größer als die Männchen. Der Schwarzrückenducker ist damit etwas kleiner und leichter als der Kongo-Schwarzrückenducker (Cephalophus castaneus), der früher als Unterart des ersteren galt. Das grobe Fell ist hell kastanienfarben bis rotbraun, die Beine werden zum Fuß hin immer dunkler. Ein gut ausgeprägter schwarzer Mittelstreifen erstreckt sich auch auf dem Rücken vom Nacken bis zum Schwanz. Bei einigen Individuen aus Ghana beginnt er erst zwischen den Schultern. Dieser Mittelstreifen kann im Schulterbereich auch weit auslaufend sein und sich mit der dunklen Färbung der Vorderläufe verbinden. Der Rückenmittelstreifen hat eine durchschnittliche Breite von 5 Zentimeter. In Verlängerung des Rückenmittelstreifens ist die Oberseite des Schwanzes schwarz, die Unterseite ist weiß. Auf der Brust sitzt ein schwarzer Fleck, der zum Bauch hin zu einem weiteren dunklen Mittelstreifen verläuft. Der Vorderkopf ist dunkelbraun bis schwarz, hin und wieder mit einer leicht rötlichen Tönung. Auf der Kopfoberseite befindet sich ein nur wenig ausgeprägtes, üblicherweise schwarz gefärbtes Haarbüschel. Die Lippen, das Kinn und je ein Fleck über jedem Auge sind weiß. Die Ohren sind kurz und relativ breit. Ihre Außenränder sind weiß. Die Voraugendrüsen sind als langer Schlitz vor den Augen sichtbar. Sie sind bei den Männchen größer als bei weiblichen Schwarzrückenduckern. Die Hörner sind kurz und konisch und bei den Männchen länger als bei den Weibchen. Ihre Basis ist geriffelt. Gut entwickelte, taschenartige Leistendrüsen sind vorhanden.
Die Zahnformel lautet: {\displaystyle {\frac {0.0.3.3}{3.1.3.3}}}, somit sind insgesamt 32 Zähne im Gebiss ausgebildet.

## Lebensraum und Lebensweise
Der Schwarzrückenducker lebt in primären Tieflandregenwäldern, in Galeriewäldern und hin und wieder auch in Sekundärwäldern. In Waldinseln inmitten von Waldsavannen fehlt er und in Waldfragmenten inmitten weitgehend abgeholzter Gegenden wurde er nur selten beobachtet. Voraussetzung für sein Vorkommen sind Verstecke in Form von dichtem Gebüsch oder umgestürzten toten Bäumen. Schwarzrückenducker leben einzelgängerisch, sind vor allem nachtaktiv und verbringen den Tag verborgen in Verstecken. In menschlicher Obhut gehaltene Tiere waren zu 65 % der Nachtstunden aktiv und nur zu 17 % der Tagesstunden.

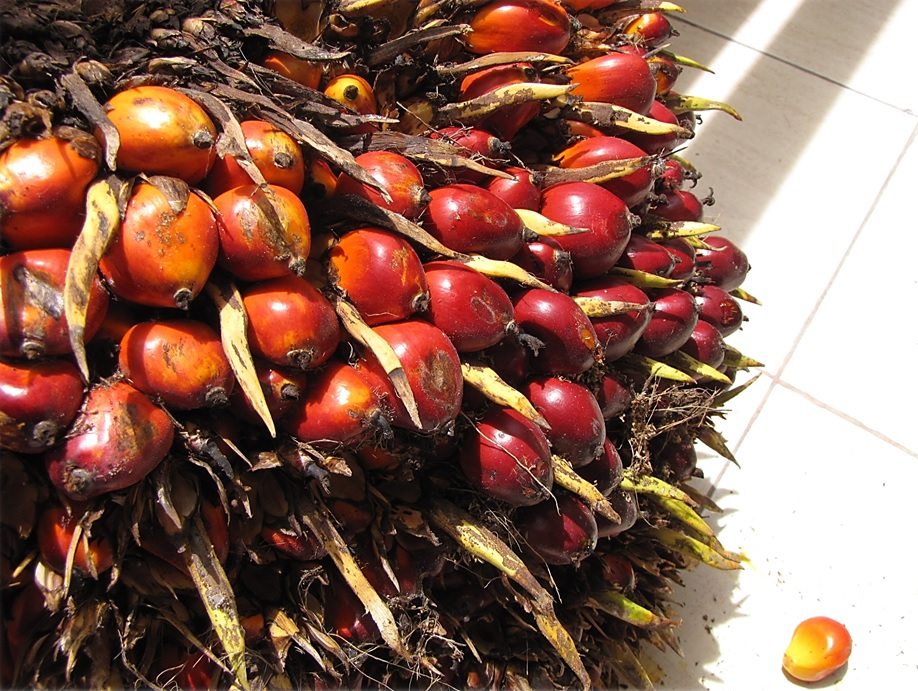
Die Früchte der Ölpalme gehören zur Nahrung des Schwarzrückenduckers.

Schwarzrückenducker ernähren sich vor allem von Früchten, daneben werden Samen und Kleintiere gefressen, vor allem Vögel und deren Eier. Da das Maul relativ weit aufgesperrt werden kann, ist der Schwarzrückenducker in der Lage größere Früchte zu fressen als andere Duckerarten. Nahrung wird vor allem mit dem gut entwickelten Geruchssinn gefunden. Der Schwarzrückenducker vermehrt sich das ganze Jahr über. Die Trächtigkeitsdauer liegt bei ca. 238 Tagen. Das einzelne Jungtier wiegt bei der Geburt 1,6 bis 1,7 kg. Jungtiere sind dunkelbraun bis schwärzlich. Der Rückenstreifen ist kaum zu sehen. Es wird drei bis fünf Monate lang gesäugt. Die rötliche Färbung adulter Tiere zeigt sich mit einem Alter von sechs Monaten. Weibchen werden mit einem Alter von 18 Monaten geschlechtsreif, bei den Männchen ist der Zeitpunkt für den Eintritt der Geschlechtsreife  nicht bekannt. In menschlicher Obhut gehaltene Schwarzrückenducker wurden mehr als 16 Jahre alt.
Bekannte Beutegreifer des Schwarzrückenduckers sind der Leopard und für Jungtiere der Kronenadler. Ein Versuch den Schwarzrückenducker im ivorischen Assagny National Park wieder anzusiedeln, scheiterte wegen der dort zahlreich vorkommenden Felsenpythons (Python sebae).

## Systematik
Der Schwarzrückenducker wurde 1846 durch den britischen Zoologen John Edward Gray erstmals wissenschaftlich beschrieben. Das Typusexemplar stammte aus Sierra Leone. Der Schwarzrückenducker ist eine Art aus der Gattung Cephalophus und der Familie der Hornträger (Bovidae). Innerhalb der Hornträger gehört Cephalophus zur Tribus der Ducker (Cephalophini), welche fünf weitere Gattungen umfasst, die in Afrika endemisch vorkommen. Sie sind überwiegend an waldreiche Habitate angepasst. Neben dem Kongo-Schwarzrückenducker ist der Schwarzrückenducker nah mit dem Jentink-Ducker (Cephalophus jentinki) verwandt, der in Liberia und der südwestlichen Elfenbeinküste vorkommt.

## Gefährdung
Die IUCN, die nicht zwischen Schwarzrückenducker und Kongo-Schwarzrückenducker unterscheidet, schätzt den Bestand des Schwarzrückenduckers wegen des Verlustes geeigneter Lebensräume als potenziell gefährdet ein. Relativ häufig ist die Art nur noch in verschiedenen Schutzgebieten in Liberia (Sapo-Nationalpark) und Ghana (Bia-Tawaya-Nationalpark und Kakum-Nationalpark).

## Belege
1. 1 2 3  
Jonathan Kingdon und Francesco Rovero: Cephalophus harveyi Harvey's Duiker. In: Jonathan Kingdon, David Happold, Michael Hoffmann, Thomas Butynski, Meredith Happold und Jan Kalina (Hrsg.): Mammals of Africa Volume VI. Pigs, Hippopotamuses, Chevrotain, Giraffes, Deer and Bovids. Bloomsbury, London, 2013, S. 294–298
2. 1 2 3 4 5 6  
Colin P. Groves und David M. Leslie Jr.: Family Bovidae (Hollow-horned Ruminants). In: Don E. Wilson und Russell A. Mittermeier (Hrsg.): Handbook of the Mammals of the World. Volume 2: Hooved Mammals. Lynx Edicions, Barcelona 2011, ISBN 978-84-96553-77-4, S. 772.
3. ↑  
Anne R. Johnston und Nicola M. Anthony: A multi-locus species phylogeny of African forest duikers in the subfamily Cephalophinae: evidence for a recent radiation in the Pleistocene. BMC Evolutionary Biology, 12, 2012, S. 120. doi: 10.1186/1471-2148-12-120
4. ↑  
Cephalophus dorsalis in der Roten Liste gefährdeter Arten der IUCN 2020. Eingestellt von: IUCN SSC Antelope Specialist Group, 2016. Abgerufen am 29. Januar 2023.